# Vita mutatur non tollitur
Vita mutatur non tollitur è una locuzione latina, traducibile letteralmente in lingua italiana come "La Vita viene cambiata, non tolta"; è tradotta nell'edizione italiana del Messale romano come "la vita non è tolta, ma trasformata".
La frase è contenuta nel primo prefazio del rito cattolico della messa per i defunti. Richiama il significato cristiano della morte, che viene vista non come la fine dell'esistenza ma come il passaggio ad un'altra vita definitiva (la Vita Eterna annunciata dal Vangelo) nella quale chi ha avuto fede in Dio ed operato il bene nella vita terrena godrà della definitiva unione con Dio che è Amore Immenso ed Eterno;  chi invece ha operato il male senza pentirsene, non ha voluto credere all'Amore provvidente di Dio Padre Creatore da cui ha ricevuto il dono della vita, ma anzi ha agito contro Dio ed i suoi comandamenti, senza pentirsene, sarà per sempre separato da Dio, e soffrirà per sempre di essere stato separato definitivamente dal Bene e dall'Amore eterno. Quindi, per la religione cristiana, con la morte la vita non è tolta (tollitur: 3.a persona del presente passivo del verbo latino tollere), ma entrando nella Vita Eterna, è trasformata (mutatur: 3.a persona del presente passivo del verbo latino mutare).